# Michael Janyk
Michael "Mike" Janyk, né le 12 mars 1982 à Vancouver, est un skieur alpin canadien. Il est le frère de Britt Janyk.

## Biographie
Michael Janyk fait ses débuts en Coupe du monde en janvier 2002 à Kitzbühel. En 2006, il participe à ses premiers Jeux olympiques à Turin, terminant dix-septième en slalom puis monte sur son premier podium le décembre suivant à Beaver Creek avec une deuxième place. En 2009, il réussit à gagner une médaille de bronze au slalom des Championnats du monde de Val d'Isère, devenant le premier canadien à atteindre le podium dans cette discipline. En 2014, après une troisième apparition aux Jeux olympiques, le skieur a décidé de se retirer de la compétition.
Sa sœur Britt est également une skieuse alpine de haut niveau.

## Palmarès

### Jeux olympiques
| Épreuve / Édition | Turin 2006 | Vancouver 2010 | Sotchi 2014 |
| Slalom            | 17e        | 13e            | 16e         |
| Combiné           | -          | 26e            | -           |

### Championnats du monde
| Épreuve / Édition | Bormio 2005 | Åre 2007 | Val d'Isère 2009 | Garmisch-Partenkirchen 2011 | Schladming 2013 |
| Slalom            | 11e         | 6e       | Bronze           | Abandon                     | 14e             |
| Slalom géant      | -           | -        | 32e              | -                           | -               |
| Combiné           | -           | 22e      | -                | -                           | -               |

### Coupe du monde
- Meilleur classement général : 25e en 2010.
- 1 podium.

#### Différents classements en Coupe du monde
| Année/Classement | Année/Classement | Général | Général | Descente | Descente | Super G | Super G | Slalom géant | Slalom géant | Slalom | Slalom | Combiné | Combiné |
| ---------------- | ---------------- | ------- | ------- | -------- | -------- | ------- | ------- | ------------ | ------------ | ------ | ------ | ------- | ------- |
| Année/Classement | Année/Classement | Class.  | Points  | Class.   | Points   | Class.  | Points  | Class.       | Points       | Class. | Points | Class.  | Points  |
| 2005             | 2005             | 55e     | 113     | -        | -        | -       | -       | -            | -            | 17e    | 113    | -       | -       |
| 2006             | 2006             | 61e     | 118     | -        | -        | -       | -       | -            | -            | 20e    | 118    | -       | -       |
| 2007             | 2007             | 33e     | 288     | -        | -        | -       | -       | -            | -            | 7e     | 279    | 44e     | 9       |
| 2008             | 2008             | 101e    | 36      | -        | -        | -       | -       | -            | -            | 40e    | 36     | -       | -       |
| 2009             | 2009             | 56e     | 138     | -        | -        | -       | -       | -            | -            | 20e    | 138    | -       | -       |
| 2010             | 2010             | 25e     | 267     | -        | -        | -       | -       | -            | -            | 9e     | 267    | -       | -       |
| 2011             | 2011             | 39e     | 217     | -        | -        | -       | -       | -            | -            | 13e    | 217    | -       | -       |
| 2012             | 2012             | 59e     | 140     | -        | -        | -       | -       | -            | -            | 21e    | 140    | -       | -       |
| 2013             | 2013             | 93e     | 39      | -        | -        | -       | -       | -            | -            | 35e    | 39     | -       | -       |
| 2014             | 2014             | 79e     | 63      | -        | -        | -       | -       | -            | -            | 28e    | 63     | -       | -       |

### Coupe nord-américaine
- 6 victoires.

### Coupe d'Europe
- 1 victoire.

### Championnats du Canada
- Champion du slalom en 2004, 2006, 2009 et 2010.